# Ewing Township (New Jersey)
Pour les articles homonymes, voir Ewing Township.
Ewing Township est une municipalité américaine située dans le comté de Mercer au New Jersey.
Lors du recensement de 2010, sa population est de 35 790 habitants. La municipalité s'étend sur 15,60 milles carrés (40,4 km2), dont 0,35 milles carrés (0,91 km2) d'étendues d'eau.
La ville devient une municipalité indépendante du township de Trenton le 22 février 1834. Elle est nommée en l'honneur de Charles Ewing, président de la Cour suprême du New Jersey.